# Euryurus aterrimus
Euryurus aterrimus är en mångfotingart som beskrevs av Carl Graf Attems 1899. Euryurus aterrimus ingår i släktet Euryurus och familjen Aphelidesmidae. Inga underarter finns listade i Catalogue of Life.